# Meri Disoski
Meri Disoski (nascida a 4 de Outubro de 1982) é uma política austríaca do Partido Verde. É membro do Conselho Nacional desde 2019, e desempenha funções como vice-líder do grupo Os Verdes desde 2021.
É diplomada em Filologia Alemã, com especialização em Estudos Românicos, pela Universidade de Viena.